# Louise Jöhncke
Louise Jöhncke (Stoccolma, 31 luglio 1976) è un'ex nuotatrice svedese.
Specializzata nello stile libero ha vinto quattro una medaglia di bronzo alle Olimpiadi di Sydney 2000 nella staffetta 4x100 m sl.

## Palmarès
- Olimpiadi

Sydney 2000: bronzo nella 4x100m sl.
- Mondiali in vasca corta

Rio de Janeiro 1995: bronzo nella 4x100m sl.
Göteborg 1997: argento nella 4x200m sl.
Hong Kong 1999: oro nella 4x200m sl e bronzo nella 4x100m misti.
Atene 2000: oro nella 4x100m sl.
- Europei

Sheffield 1993: argento nella 4x100m sl e nella 4x200m sl.
Vienna 1995: argento nella 4x100m sl.
Siviglia 1997: argento nella 4x100m sl e nella 4x200m sl.
Istanbul 1999: argento nella 4x100m sl e nella 4x200m sl.
Helsinki 2000: oro nella 4x100m sl e nella 4x100m misti.
- Europei in vasca corta

Sheffield 1998: bronzo nei 100m sl e nei 200m sl.